# Totul ca la carte
Totul ca la carte este un film românesc de scurt metraj din 2013 regizat de Bogdan Bărbulescu. Rolurile principale au fost interpretate de actorii Crina Semciuc, Andrei Seușan, Ionuț Ghenu.

## Distribuție
Distribuția filmului este alcătuită din:
- Bogdan Nechifor - Andy
- Andrei Seușan
- Diana Cavallioti
- Crina Semciuc
- Andrei Coman
- Vali MIhali
- Dorian Boguță
- Ionuț Ghenu